# 禁色 (小説)
『禁色』（きんじき）は、三島由紀夫の6作目の長編小説。『仮面の告白』と並ぶ代表的な男色小説で、三島が20代の総決算として書いた作品である。女に裏切られ続けた老作家が、女を愛せない同性愛者の美青年と共謀して、女への復讐を企てる物語。老作家の指示どおり動いていた青年が次第に女なるものと向き合い、自分の意志で生きはじめる過程を通じ、精神と肉体、芸術家と芸術作品の関係性が描かれている。
社会的禁忌を正面から取り上げ、『仮面の告白』同様、文壇に大きな反響を呼ぶと同時に、種々様々な観念・芸術論から社会批判に至るまで、多くの文学的要素が盛り込まれた質的にも量的にも厚みを持った長編で、戦後の三島の作家的地位を堅固なものにした作品である。

## 発表経過
第一部『禁色』は1951年（昭和26年）、雑誌『群像』1月号から10月号まで連載された（11月号に第一部の結末を変更する「改訂広告」を掲載）。単行本『禁色 第一部』は同年11月10日に新潮社より刊行された（連載時と異なる結末）。
第二部は『秘楽』（ひぎょう）と題されて1952年（昭和27年）、雑誌『文學界』8月号から翌年1953年（昭和28年）の8月号まで連載された。単行本『秘楽 禁色 第二部』は同年9月30日に新潮社より刊行された。第一部と第二部の間に、10か月の休止期間があるのは、作者が世界旅行中のためである（詳細はアポロの杯を参照）。
なお、雑誌連載時の第一部（第18章まで）の結末は、鏑木夫人が失踪の後、自殺する終わり方となっていたが改訂されて、生きかえらせている。三島はその理由について、〈夫人を自殺させることは、当初のプランでもあつたが、（中略）計画どほりに夫人を殺してから、私は早まつたと思つた。この人物には書くにつれて愛着が増して来てをり、殺すには惜しい女だつたからである〉と述べている。
翻訳版は、Alfred H. Marks訳（英題：Forbidden Colors）をはじめ、イタリア（伊題：Colori proibiti）、フランス（仏題：Les Amours interdites）、中国（中題：禁色）などで行われている。

## あらすじ
時代は1950年（昭和25年）夏から1951年（昭和26年）秋頃まで。
檜俊輔は還暦を5つ越えた老作家。すでに全集を3度刊行し揺ぎない地位を確立していたが、今まで3人の妻をはじめ、心を寄せた女たちからことごとく裏切られ続けてきた。それでいながら懲りることもなく、今も美少女の康子を追いかけ伊豆半島の南端の海岸へ来ていた。
その海で俊輔は偶然、ギリシア彫刻のような美青年・南悠一に出会う。悠一は康子の許婚であった。だが同性愛者の彼は結婚をためらい、それを老作家・俊輔に相談しに来た。俊輔は、悠一が決して女を愛さない美青年ということを利用し、今まで自分を傷つけた女たちへの復讐を思いつく。俊輔は、悠一の母の療養費を出す見返りに自分の指示通りに動くことを彼に契約させ、康子との結婚も強く勧める。康子も俊輔の復讐の対象であった。
俊輔は、かつて自分を美人局で嵌めた鏑木元伯爵夫人や、振られた穂高恭子に悠一を引き合わせ、その魅力で彼女たちを翻弄させようと悪知恵を働かせた。悠一は、俊輔の活き人形となって女たちを手玉にとる一方、ゲイバー「ルドン」で知り合った同性愛者の少年や男たちとの刹那的な関係を謳歌する。
クリスマスのゲイ・パーティーに参加していた悠一は、そこに現われた鏑木信孝元伯爵と出くわし、お互い驚き合う。鏑木信孝も同性愛者で、仲間内では「ポープ」と呼ばれていた。悠一はポープの誘惑に負け一夜を共にし、彼の愛人となった。鏑木信孝の秘書として邸宅に出入りするようになった悠一は、ある日、鏑木夫人に鏑木信孝との同性愛の情交現場を見られてしまう。鏑木夫人は激しい衝撃を受け失踪した。
失踪先から鏑木夫人の長い手紙が悠一宛に届いた。それは自身の娼婦まがいの半生と、悠一への真摯な恋との告白であった。感動した悠一は、その手紙を俊輔に見せ、自分が鏑木夫人を愛していることが分かったと言う。俊輔はその言葉を笑い飛ばしながら、自分が悠一に恋し始めていることに気づく。
鏑木信孝との縁を切った悠一は、以前「ルドン」に偶然入店してきた、俊輔の旧友・河田弥一郎と愛人関係を結び、河田の会社を手伝ううちに事業人となる野心が芽生えていた。その一方、俊輔の指示で穂高恭子を騙し、傷つけることに成功する。
やがて妻・康子が出産し、それに立ち会った悠一は女なるものと、自分の赤ん坊とに向かい合い、徐々に刹那的な男色の世界の戯れに退屈を覚える。そんな折、動物園で知り合い関係を持った少年・稔と親しくなるが、稔の養父・本多福次郎の嫉妬により、悠一は同性愛者であることを母や妻・康子に密告された。
窮地に陥った悠一は、京都にいる鏑木夫人に助けを求めた。悠一に母性的な無私の愛を抱くように変化していた鏑木夫人は彼のため尽力して、危機を救った。2人の間には友愛のような新たな愛の関係が生まれる。
稔や河田とも縁を切った悠一は、俊輔からも独立しようと、河田から受け取った手切れ金の小切手を持って俊輔宅を訪問する。すでに老作家・俊輔は、徐々にそういう成り行きを予感していた。そして自分がいつの間にか悠一を愛していることもはっきりと自覚していた。俊輔は、全財産を彼に譲ると言い遺し、悠一の傍らで、眠るように自殺する。

## 登場人物
（年齢は数え歳）
南悠一（22 - 23歳）
主人公。同性愛者で絶世の美青年。某私立大学生。長身でペロポネソス派のアポロン像のような温柔で美しい肉体を持つ。俊敏で細い眉、深く憂わしい目、やや厚みを帯びた唇を持つ。頬は引き締まっており、笑うと白い強烈な歯列があらわれる。母のための持参金目当ての結婚を躊躇していたが、檜俊輔の強い勧めで結婚を決意する。檜俊輔の活き人形となって女たちを誘惑する。
檜俊輔（66 - 67歳）
主人公。全集を3度も出している老醜な作家。兵庫県の資産家出身。3度の離婚を経験しており、一生を女に裏切られつづけてきた。悠一に自分を裏切った女性の復讐をさせる。
南康子（19 - 20歳）
美少女。俊輔の復讐相手の1人。某百貨店専務の父親と悠一の亡き父が古い親友同士で、悠一の許婚となる。悠一と結婚し、渓子を出産する。旧姓は瀬川。
南未亡人（56 - 57歳）
悠一の母。名家の出身。慢性腎炎を患う。
鏑木信孝元伯爵（43 - 44歳）
元華族・伯爵の名でいくつもの会社の名目代表となり暮している。実は同性愛者。ゲイ仲間からはポープと呼ばれる。
鏑木元伯爵夫人（41、2歳）
昔、夫の元伯爵・信孝と組んで美人局で俊輔を嵌め、3万円を捲き上げた。俊輔の復讐相手の1人。夫が会長の会社の取引に関係ある進駐軍の要路相手に回春接待をしていた。
穂高恭子（31、2歳）
10年前に俊輔を退けて他の男と結婚した。俊輔の復讐相手の1人。軽快な美人。笑うと歯茎が見えるのを、訓練して大笑いしても見えないようにできる。乳房が小さい。
英ちゃん（19歳くらい）
レストランの給仕。悠一の初めての相手。悠一にゲイバー・ルドンを教える。
ルディー（40代）
有楽町にあるゲイバー・ルドンの店主。クォーターの混血。
君ちゃん
ダンスホール「オアシス」のボーイ。ルドンの常連。
滋
乾物屋の息子。ルドンの常連。
鈴木
ルドンで悠一を見かけ、大学で声をかけてきた青年。高樹町の連れ込み宿で関係を持つ。
ジャッキー
かつての美青年で今も若く見える。イギリス人やインド人の富豪のパトロンがいたこともある。戦時中はフランス大使館参事官の秘書だった。
ポープ（43 - 44歳）
鏑木信孝元伯爵。ジャッキー主催のクリスマス・パーティで悠一と鉢合わせする。
亮介（18歳くらい）
ジャッキー主催のクリスマス・パーティで悠一に見初められた少年。ポープ（鏑木信孝）と悠一を取り合う。
河田弥一郎（50歳）
河田自動車の二代目社長。独身。俊輔の旧友。俊輔がフランス文学の講義をしていたK大の予科に一時在籍していたことがある。元小説家志望。
稔（17歳）
高校2年生。子供の頃、東京大空襲で孤児となり世田谷の親戚の家に引き取られたが、16歳の時に本多福次郎の養子となる。それまでの姓は渡辺。
本多福次郎（39歳）
稔の養父。神田で喫茶店を営んでいる。ボーイとして働いていた渡辺稔を養子にした。5、6年前に妻に逃げられた。
渓子（1歳）
悠一と康子の間に生まれた長女。
きよ
南家の女中。
松村（31 - 32歳）
薬品会社の二代目社長。河田弥一郎の知人。悠一を誘う。

## 作品背景

### 執筆動機
三島は『禁色』を執筆するにあたり、〈廿代の総決算〉だという意気込みを見せ、〈自分の中の矛盾や対立物なりの二人の「私」に対話させようとした〉と述べている。また第二部が完結した後には、次にように語っている。
なお、『禁色』の創作ノートには、〈螺旋状の長さ、永劫回帰、輪廻の長さ、小説の反歴史性、転生譚〉といったものが書き記されており、のちの最後の長編『豊饒の海』を予告するような言葉も見受けられる。

### モデル
作中に登場するゲイバー「ルドン」は、銀座5丁目にあった実在の店「ブランスウィック」をモデルにしており、三島はその店の常連で、実際に見聞したものを取り入れて執筆している。店には、主人公・南悠一のモデルとなった実在の人気ボーイがいて、作家で三島の元書生の福島次郎は、体格も髪の形も普通の感じで、顔立ちは整っているがいかにもさっぱりとしたスポーツマン風の爽やかな風貌で、この世界にありがちな中性的な湿度がまったくない、やんちゃな男の子という感じだったと回想している。当時、その美青年に三島は憧れていたという。また、その店で野坂昭如もアルバイトしていたことがあり、当時の三島を見かけていた。
1950年（昭和25年）、新潮社編集者の菅原国隆は執筆のために伊豆大島のホテルに向かう三島の見送りに行くと、桟橋に花束を抱えた青年が現れたのを目撃している。三島はこの青年を「ユウイチ」、「ユウちゃん」と呼んで異様に思われるほど可愛がり、仕事の時以外には絶えず連れて歩いていたと回想している。
ドナルド・リチーによると、三島は1952年（昭和27年）1月にニューヨークを訪れた際、当地でしたいこととして、聖セバスチャンの絵をある限り見ること、シュトラウスの『サロメ』をメトロポリタン歌劇場で観ることとともに、執筆中の『禁色』のために実際のゲイバーへ行ってみたいと案内役のドナルド・リチーに頼み、2人でグリニッジ・ヴィレッジのゲイバーを訪ねたという。

## 作品評価・研究
『禁色』は、同性愛者の美青年を堂々と主人公にし、その美貌の描写をギリシャ彫刻に喩えて美の化身のように表現しているが、そういったものは明治以降の近代日本文学には見られず、従来的な私小説的なものの枠を大きく越えていたものだった。そのため様々な反響があったが、それも含めて三島の作家的地位が強まった作品である。
三島にとって『禁色』は野心作で、〈廿代（20代）の総決算〉として力を入れて書いたため、力を入れすぎていて読みにくいなどの中村光夫の批評もあるが、ホモセクシャルの「アンダーグラウンド」や風俗を単に描いているだけでなく、「セクシャリティや美の観念、芸術論、社会風俗、社会批判などがぎっしり詰まっている」と佐藤秀明が解説するように、作品の構成も本格的であった。
本多秋五は、作品の言葉が「芝居がかっていすぎる」としながらも、「濃厚強烈な言葉をおめず臆せず縦横に駆使することによって、われわれの文学は絶えて久しい金屏風に描ける画人をえた」とし、当時の反響を以下のように解説している。
臼井吉見は中村光夫との対談の中で、「とにかく、ふてえ小説だね。あんなの、今までないんじゃないかな。あれだけ挑戦的な、あれだけ本格の構想をもって挑みかかった小説は。……谷崎なんかの、自然主義に挑戦した初期のものにくらべても三島の『禁色』は不逞だね」という感想を述べている。石原慎太郎は、既成の価値への「挑戦と復讐」を、「面白くて、ぞくぞくして読んだ」と回顧している。
『仮面の告白』（1949年）を高く評価した花田清輝は、『禁色』にも好意的な評価をし、「男色というものが一つのプロテストとして出されている」と解説して、男色社会から見た異性愛社会の図柄が浮き彫りにされ、世間一般の市民社会の秩序の基盤のあやうさが露呈していく様が表現されていることを指摘している。
野口武彦は、『禁色』執筆の頃の三島が、自身の〈感受性〉〈気質〉を整理し、それが〈ルネッサンス的なヘレニズム的感性〉として作品に表われているものの、後年には再び、その顕在化していた〈感受性〉が、「現存するもの一般の形而上的否定というロマン主義美学のかたち」になっていくと前置きし、この『禁色』の時期の三島の中にも、三島の本来的な〈感性的〉なものである「戦時中に〈日本浪曼派〉に育まれた作家気質」は、「早くも俗悪な現実への復讐と〈美〉の征覇によるその成就という二つの契機（モメント）を抱懐している」と解説している。そして『仮面の告白』の〈私〉の後身とも言える同性愛者の南悠一は、老作家・檜俊輔という「現実への復讐者」「〈作品〉の創作者」「劇の演出者」によって、「独自の〈生〉」を与えられた存在であるとしている。
筒井康隆は、作家を目指していた頃に読んだ『禁色』に衝撃を受け、「こんな凄い文章が書けなければ作家にはなれないのかと思い、絶望した」とし、軽い気持ちで作家になろうと考えていた自分の気持を根本から変えさせ、「それなりの修業」の必要性を痛感させてくれたとして、「そのお蔭でぼくは、マスコミによって便利に消費されてしまうような作家には、ならずにすんだかもしれない」と語り、それ以後、三島の新作が発表されるたびに読むようになったと述懐している。
瀧田夏樹は、老作家・檜俊輔の「耽美的執念」が、川端康成の『眠れる美女』の江口由夫の「枯れはてた老人に化けて、禁断の場所に潜入し、性の冒険を試みる」嗜好と共通し、江口の「“由夫”という名もなにか気にかかる」として、『禁色』の発表当時に「禁色は驚くべき作品です」「しかし西洋へ行かれればまた新しい世界がひらけると思ひます」と三島に勧めている川端の手紙に触れつつ、「この〈西洋〉で、川端は何を云おうとしたのだろうか」と述べている。

## 幻の映画化
『禁色』の映画化について、某プロデューサーと三島の間で話題に上っていたことがあった。監督は三島本人で、俊輔を山村聡、鏑木婦人を三浦光子、康子を岸惠子の配役、悠一は一般募集という話を酒席で語り合ったことを、〈こんな冗談がいつか実現したら日本も大した国ですが〉と三島は知人への手紙で伝えている。
また三島は、俳優の大木実に悠一の役をしてほしいと思っていた。

## 派生作品
坂本龍一が作曲した映画『戦場のメリークリスマス』のテーマ曲に、デヴィッド・シルヴィアンが詞をつけた「禁じられた色彩」(“Forbidden Colours”)という楽曲は『禁色』から着想された。デヴィッド・シルヴィアンは三島の大ファンで、『禁色』は愛読書だという。また、三島の禁色発表当時の担当編集者は、坂本の父の坂本一亀であったことから、坂本にとっても三島の存在を意識したものだった。

## 舞台化
- 全日本芸術舞踏協会・新人舞踏公演第6回『禁色』
  - 1959年（昭和34年）5月24日 第一生命ホール
  - 演出：土方巽
  - 出演：土方巽、大野慶人（少年役）

- 世田谷パブリックシアター公演
  - 2005年（平成17年）6月8日 - 11日 世田谷パブリックシアター、
  - 6月24日 - 25日 京都芸術劇場春秋座、7月3日 北九州芸術劇場
  - 構成・演出・振付：伊藤キム。舞台監督：黒沢一臣
  - 出演：伊藤キム、白井剛
  - ※ 舞踊化

## おもな刊行本
- 『禁色 第一部』（新潮社、1951年11月10日） NCID BN1272563X
  - カバー装幀：林武。布装。300頁。カバー（表）下辺に三島の文章
- 『秘楽 禁色 第二部』（新潮社、1953年9月30日） NCID BA39772785
  - カバー装幀：林武。布装。306頁。カバー（表）下辺に三島の文章
- 文庫版 『禁色 上巻』（新潮文庫、1954年11月10日） 
  - 第1章 - 18章。解説：大井廣介
- 文庫版 『禁色 下巻』（新潮文庫、1954年11月15日） 
  - 第19章 - 33章。
- 文庫版 『禁色』（新潮文庫、1964年4月30日。改版1969年、1988年、2013年、2020年） 
  - 全1巻。改版2013年よりカバー変更。ISBN1 978-4101050430
  - ※ 改版1969年より、解説は大井廣介から野口武彦に変更。2020年改版より森井良の解説追加
- 英文版『禁色―Forbidden Colors』（訳：Alfred H. Marks）（チャールズイータトル出版、1969年1月。他）

### 全集収録
- 『三島由紀夫全集5巻（小説V）』（新潮社、1974年4月25日）
  - 装幀：杉山寧。四六判。背革紙継ぎ装。貼函。
  - 月報：野口武彦「三島由紀夫と海」。《評伝・三島由紀夫 12》佐伯彰一「伝記と評伝（その3）」。《同時代評から 12》虫明亜呂無「『禁色』をめぐって」
  - 収録作品：「禁色」
  - ※ 同一内容で豪華限定版（装幀：杉山寧。総革装。天金。緑革貼函。段ボール夫婦外函。A5変型版。本文2色刷）が1,000部あり。
- 『決定版 三島由紀夫全集3巻 長編3』（新潮社、2001年2月）
  - 装幀：新潮社装幀室。装画：柄澤齊。四六判。貼函。布クロス装。丸背。箔押し2色。
  - 月報：辻井喬「三島由紀夫の復権」。小林恭二「『豊饒の海』と『アンドレーアス』」。［小説の創り方3］田中美代子「よもすがらの旅路」
  - 収録作品：「禁色」「『禁色』創作ノート」

## 関連事項
- アドーニス
- アドニス会
- アプレゲール
- アポロン
- ヴェニスに死す
- エンデュミオーン
- ジョン・キーツ
- 私の遍歴時代